# Angelonia chiquitensis
Angelonia chiquitensis är en grobladsväxtart som beskrevs av Theodor Carl Karl Julius Herzog. Angelonia chiquitensis ingår i släktet Angelonia och familjen grobladsväxter. Inga underarter finns listade i Catalogue of Life.